# Озерянка (Тернопольская область)
Озерянка (укр. Озерянка) — село в Зборовской городской общине Тернопольского района Тернопольской области Украины.
Код КОАТУУ — 6122683707. Население по переписи 2001 года составляло 300 человек.

## Географическое положение
Село Озерянка находится на правом берегу реки Западная Стрыпа,
выше по течению примыкает село Лавриковцы,
ниже по течению на расстоянии в 2 км расположено село Присовцы.

## История
- 1479 год — дата основания.
- В 1957 году присоединено к селу Зарудье.
- В 1987 году село восстановлено.

## Объекты социальной сферы
- Клуб.